# カターニア
カターニア（イタリア語: Catania ( 音声ファイル)）は、イタリア共和国のシチリア島東部にある都市で、その周辺地域を含む人口約30万人の基礎自治体（コムーネ）。カターニア県の県都である。
イオニア海に面した都市で、北方にはエトナ山が聳える。シチリア島ではパレルモに次いで2番目に大きな都市である。

## 名称
Catania は、[kaˈtanja] と発音される。日本語文献では「カターニア」のほか、「カターニャ」「カタニア」などとも表記される。

## 地理

### 位置・広がり
カターニア県東部のコムーネである。カターニアの市街は、シラクサから北北西へ51km、エンナから東へ72km、メッシーナから南南西へ87km、州都パレルモから東南東へ166kmの距離にある。
都市の北方には活火山のエトナ山が聳える（エトナ山頂はカターニアの北北西28kmに位置する）。

#### 隣接コムーネ
隣接するコムーネは以下の通り。括弧内のSRはシラクーザ県所属を示す。
- アーチ・カステッロ
- ベルパッソ
- カルレンティーニ (SR)
- グラヴィーナ・ディ・カターニア
- レンティーニ (SR)
- マスカルチーア
- ミステルビアンコ
- モッタ・サンタナスタージア
- サン・グレゴーリオ・ディ・カターニア
- サン・ピエトロ・クラレンツァ
- サンターガタ・リ・バッティアーティ
- トレメスティエーリ・エトネーオ

## 歴史
紀元前8世紀頃、古代ギリシアの植民都市として建設されたが、第一次ポエニ戦争中の紀元前263年にローマ人に占領され、また11世紀後半にはノルマン人に略奪された。
1169年と1693年には、エトナ山の噴火で出た溶岩及びそれに伴う地震により大損害を受けた。
1434年、シチリア島で最初の大学カターニア大学が設立された。
第二次世界大戦では連合軍による軍事爆撃で大きな被害を受け、1943年7月までにシチリア島が連合軍に落ちた。
さらに連合国は9月2日、イタリア本土へ向けて上陸作戦を始めたことから、ドイツ空軍はカターニア港内の船舶へ爆撃を加えた。

## 交通

### 空港
- カターニア・ファンタナロッサ国際空港

### 市内交通
- カターニア地下鉄

## スポーツ

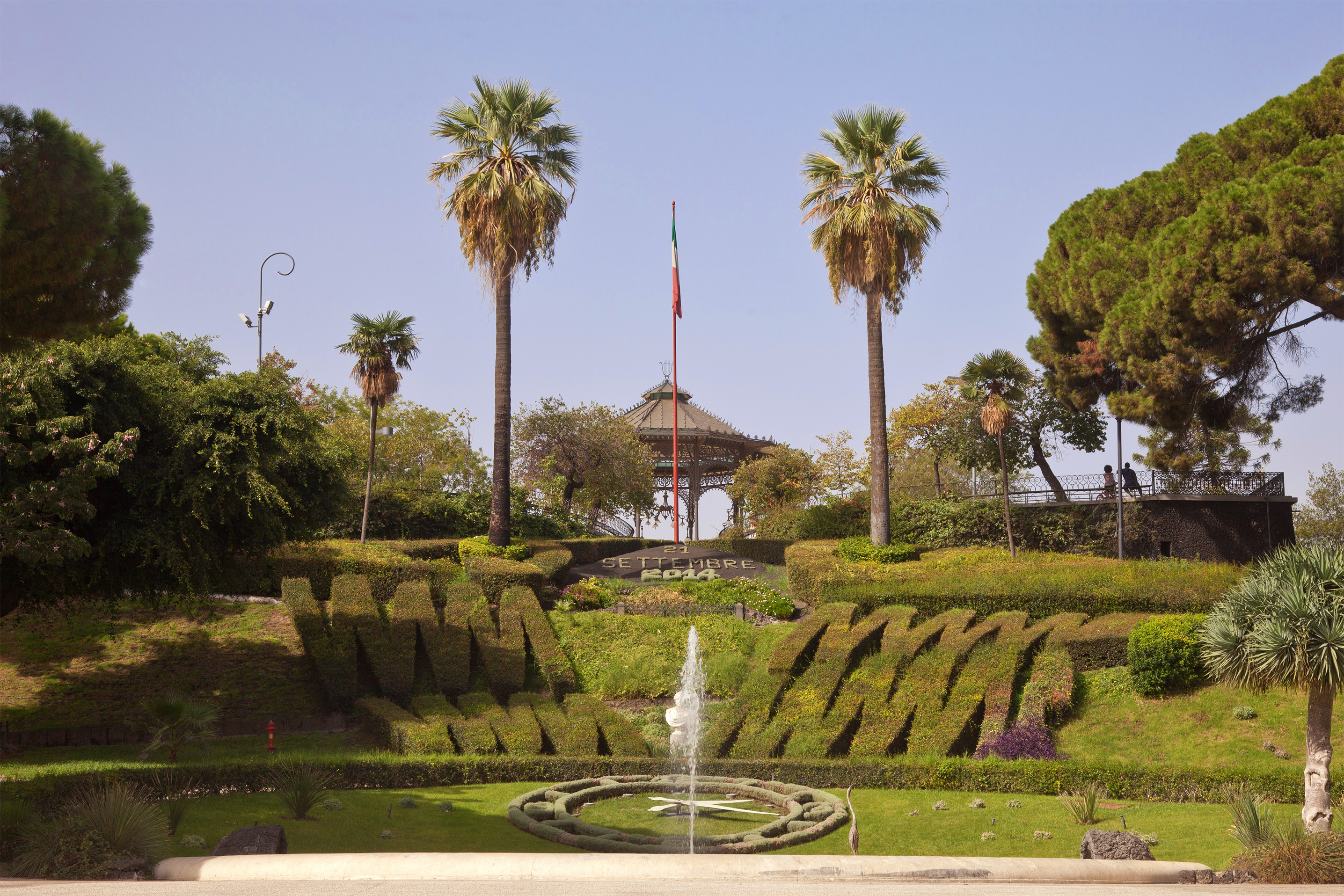
ベリーニ庭園

### サッカー
サッカーのクラブチーム、カルチョ・カターニアの本拠地である。カルチョ・カターニアは1946年創設のチームで、2006年から2014年にかけてセリエAに属していた。八百長への関与による処分（2015年）などを経験し、2017-18シーズンはセリエC（3部リーグ）所属。ホームスタジアムはスタディオ・アンジェロ・マッシミーノ。パレルモに本拠も置くUSチッタ・ディ・パレルモとはライバル関係で、その試合はデルビー・ディ・シチリア（シチリア・ダービー）と呼ばれる。2007年には、カターニアでのパレルモとの試合でサッカー暴動が発生して死傷者が出、イタリアサッカー界に衝撃を与えた。

### その他のスポーツ
女子水球クラブチームのASオリゾンテカターニアが本拠を置く。

## 行政

### 分離集落
カターニアには、以下の分離集落（フラツィオーネ）がある。
- Bicocca, Codavolpe, Junghetto, Pantano d'Arci, Paradiso degli Aranci, Passo Cavaliere, Passo del Fico, Passo Martino, Primosole, Reitano, Vaccarizzo, Villaggio Delfino

## 姉妹都市
- フェニックス（アメリカ合衆国）
- ハレ（ドイツ）
- グルノーブル（フランス）
- オタワ（カナダ）

## 人物

### 著名な出身者
- シチリアのアガタ - 3世紀に生きたと伝えられるキリスト教の殉教者。カターニアの守護聖人である。
- ヴィンチェンツォ・ベッリーニ - 19世紀の作曲家。
- エットーレ・マヨラナ - 20世紀前半の物理学者。
- アルド・クレメンティ - 20-21世紀の現代音楽作曲家。
- アンジェロ・ダリーゴ - 20-21世紀の飛行家・冒険家。
- エルコレ・パッティ - 20世紀の文学者、小説家。

## ギャラリー

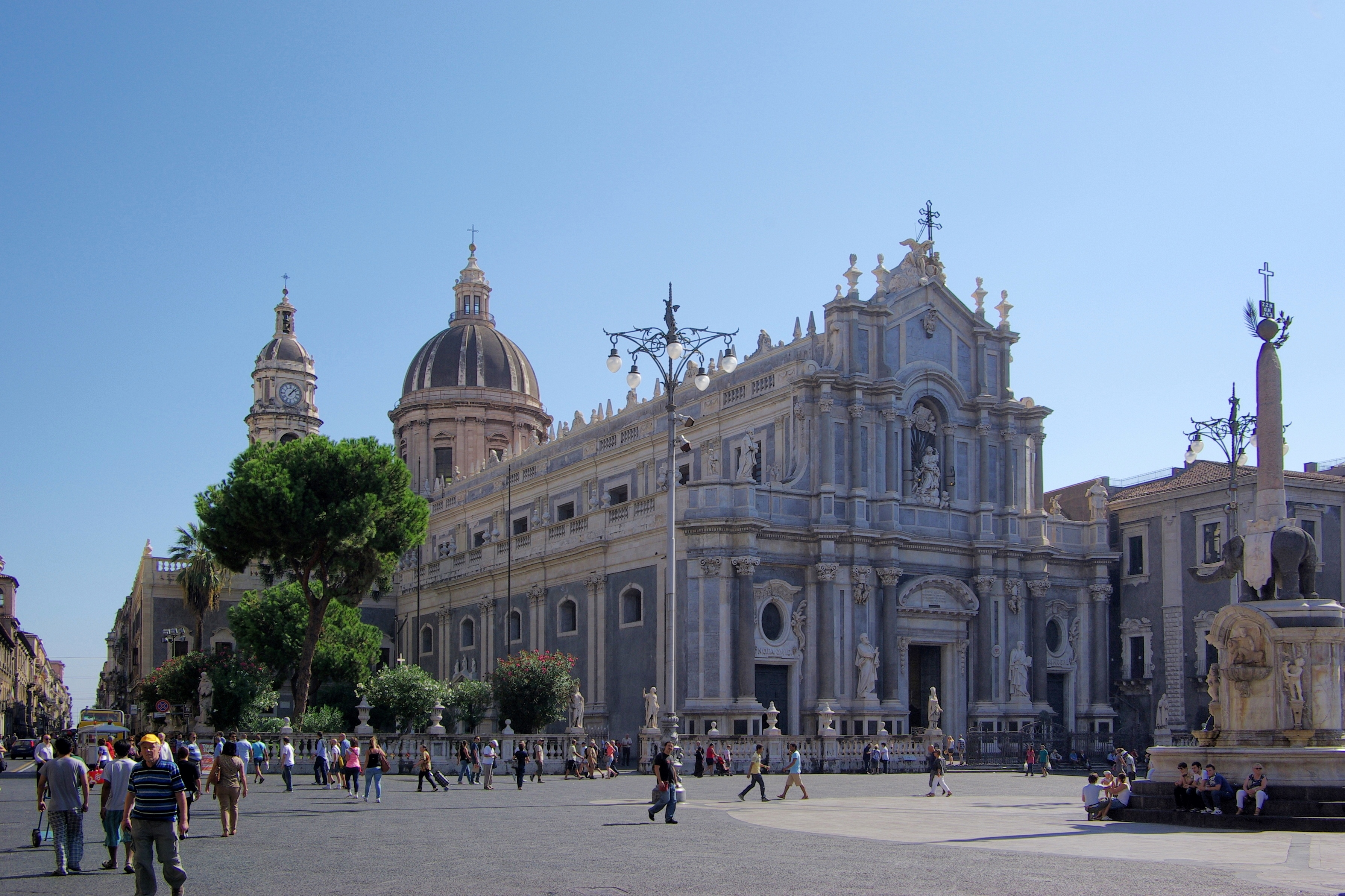
Duomo di Sant'Agata
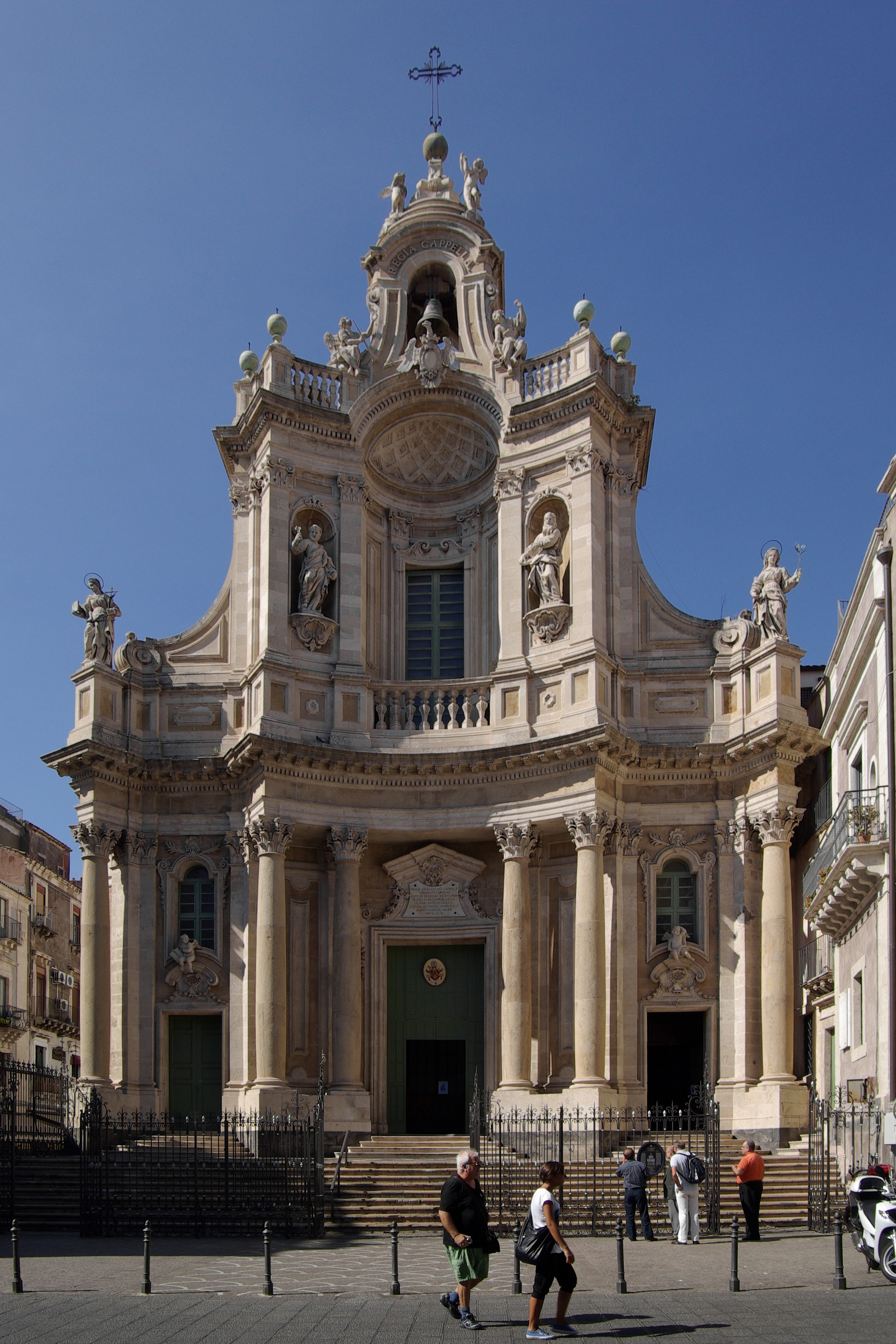
Collegiata di Santa Maria dell'Elemosina
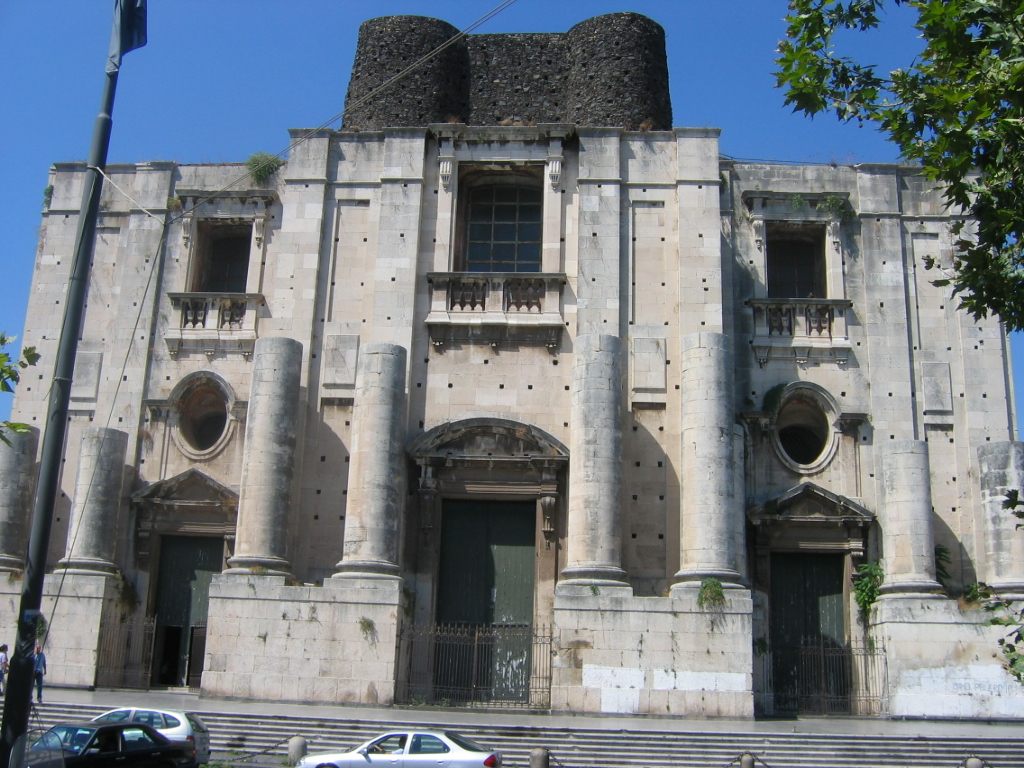
Basilica di San Nicola l'Arena
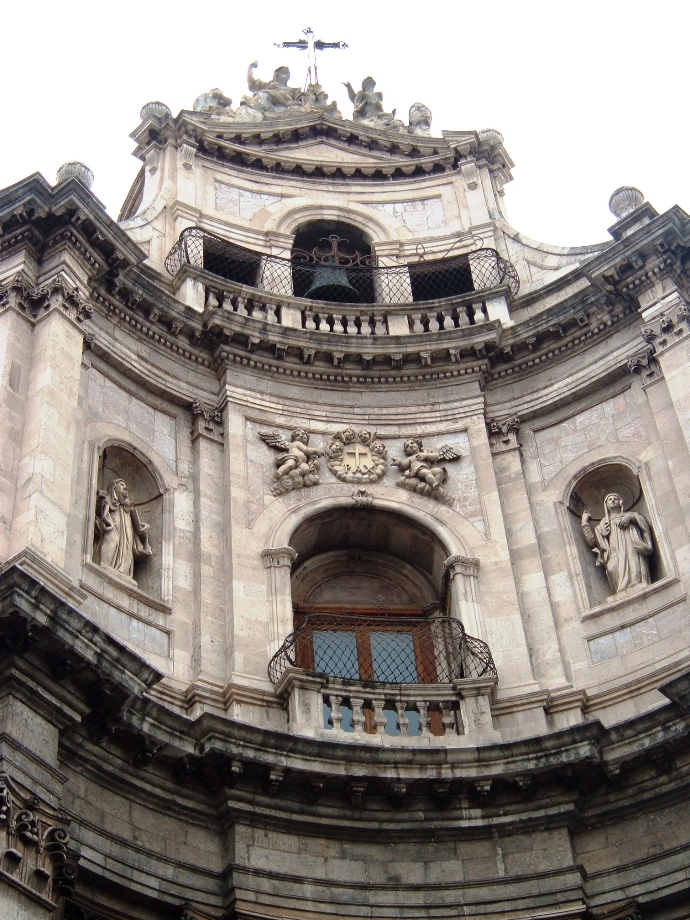
San Placido
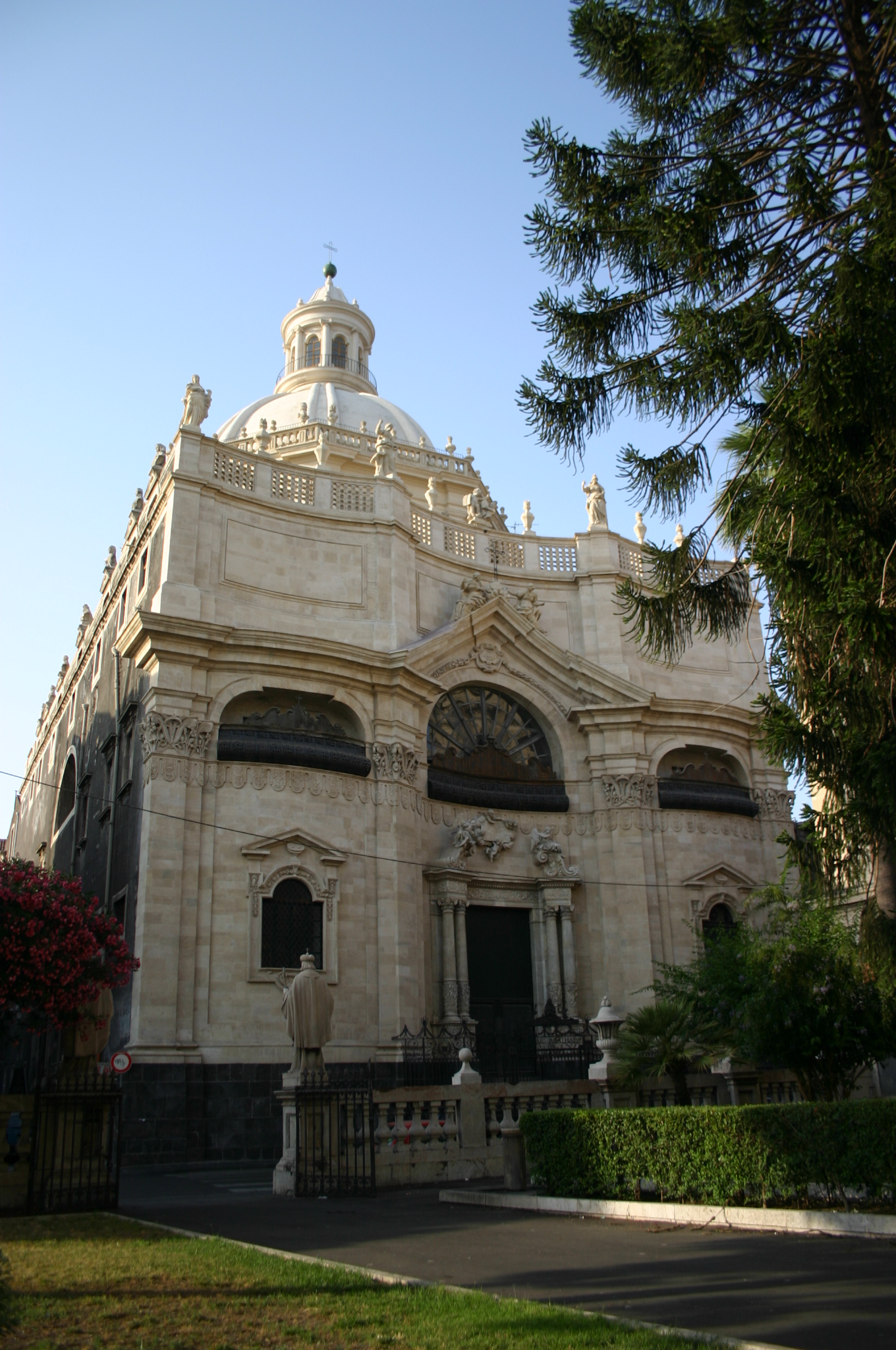
Badìa di Sant'Agata
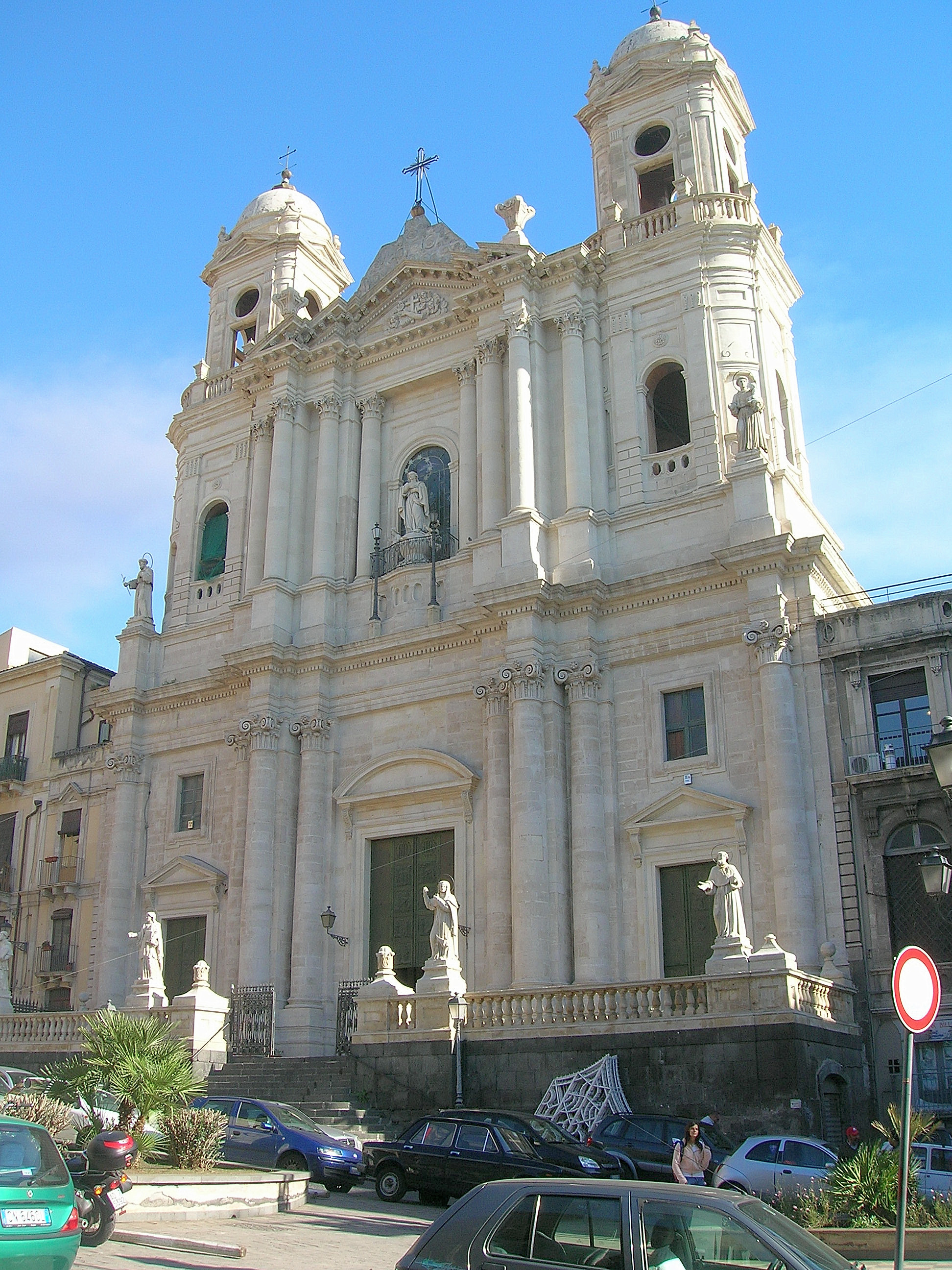
San Francesco d'Assisi all'Immacolata
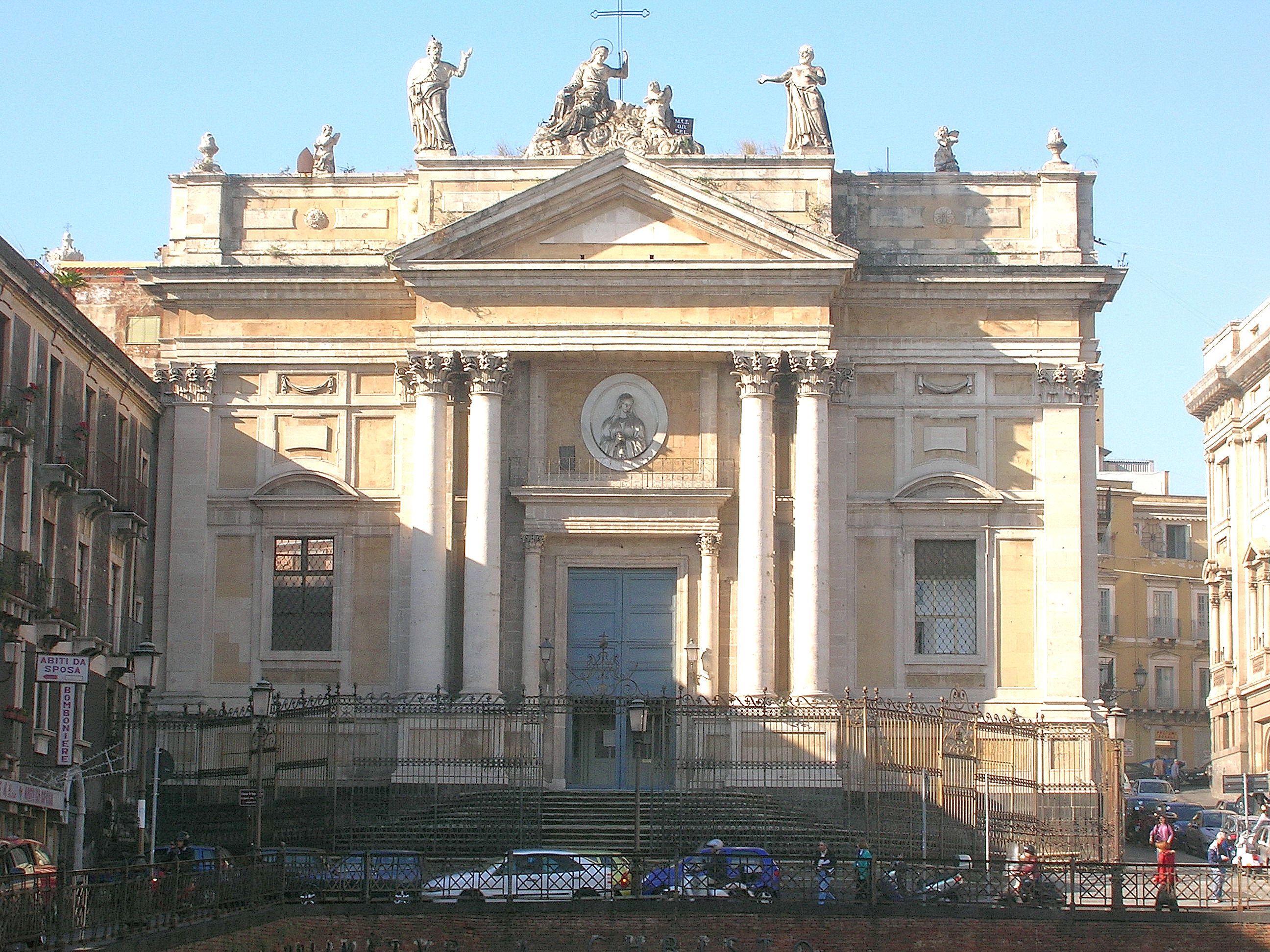
Sant'Agata alla Fornace - San Biagio
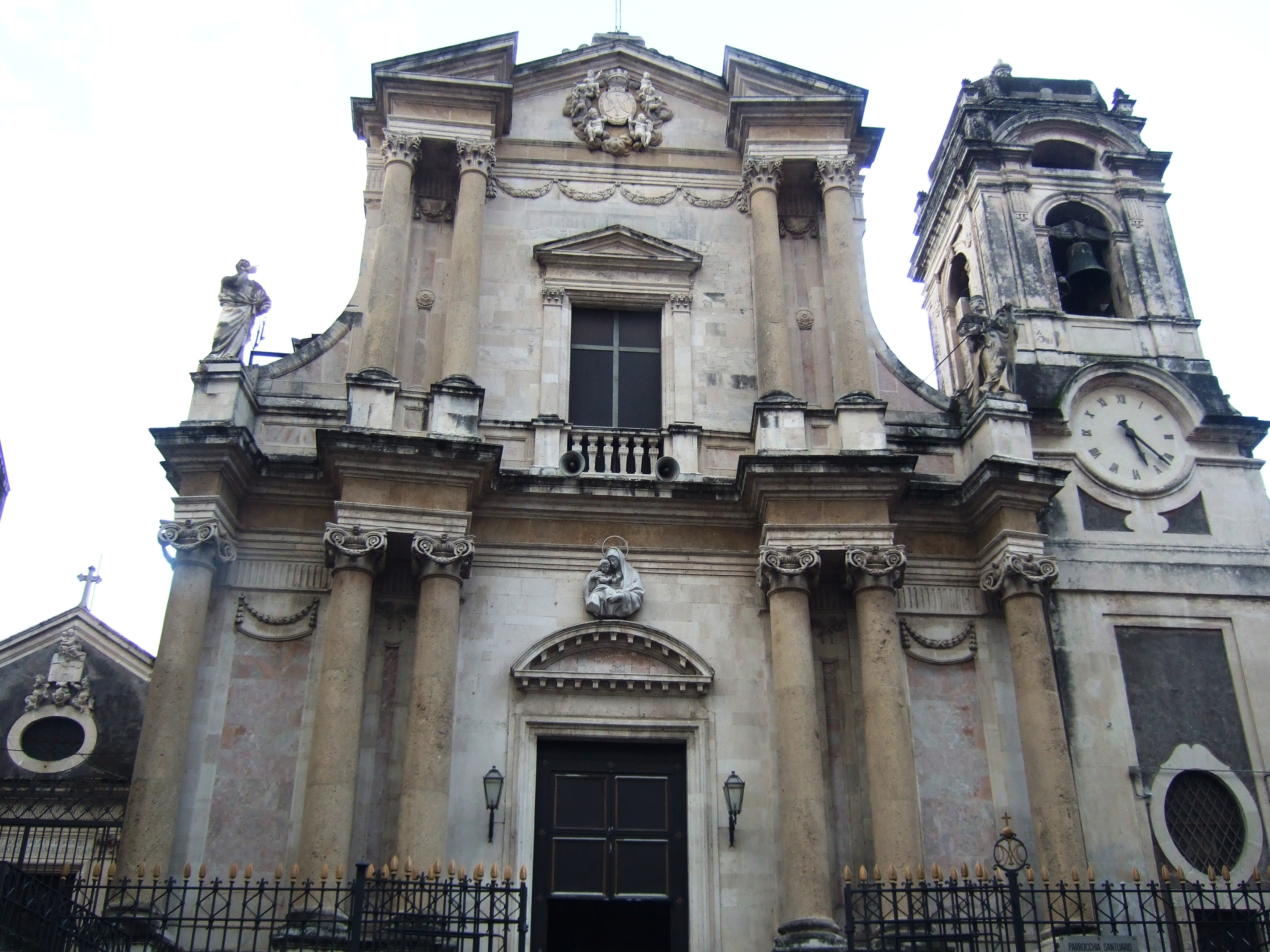
Santa Maria dell'Aiuto
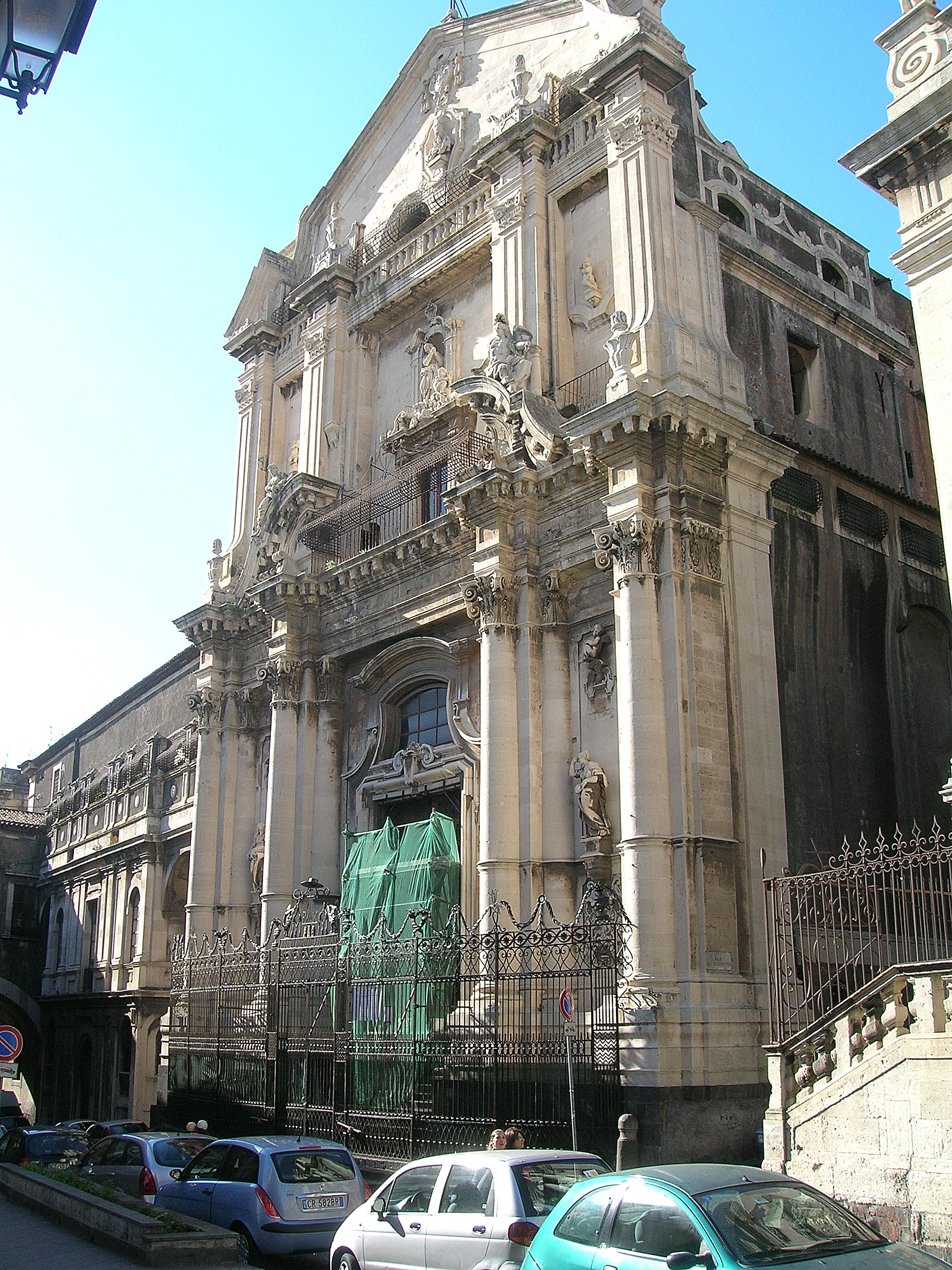
San Benedetto da Norcia
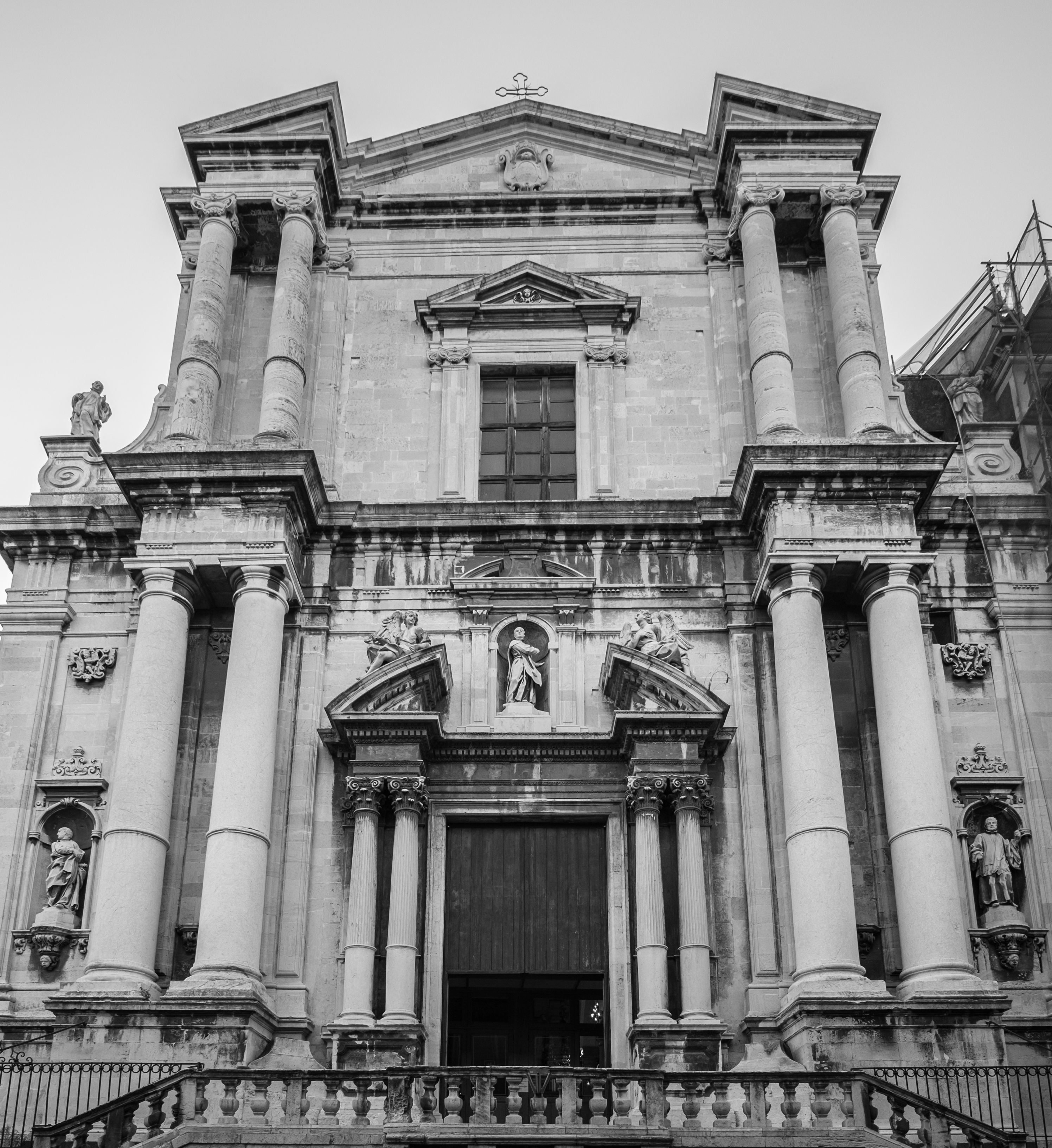
San Francesco Borgia
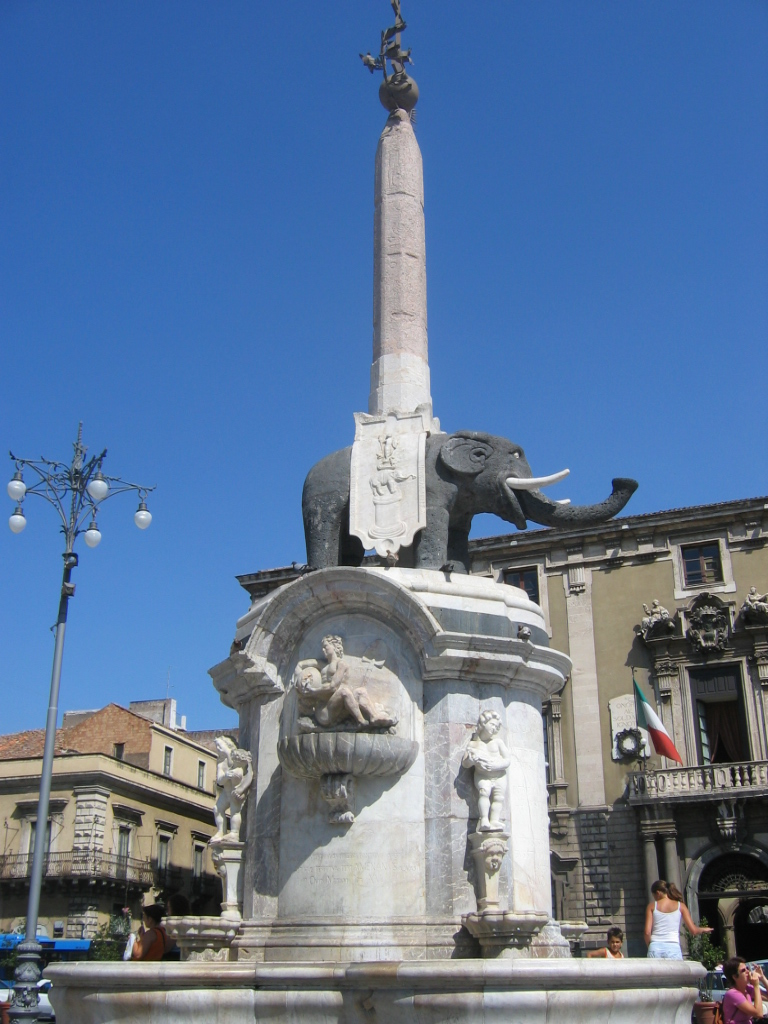
Fontana dell'Elefante
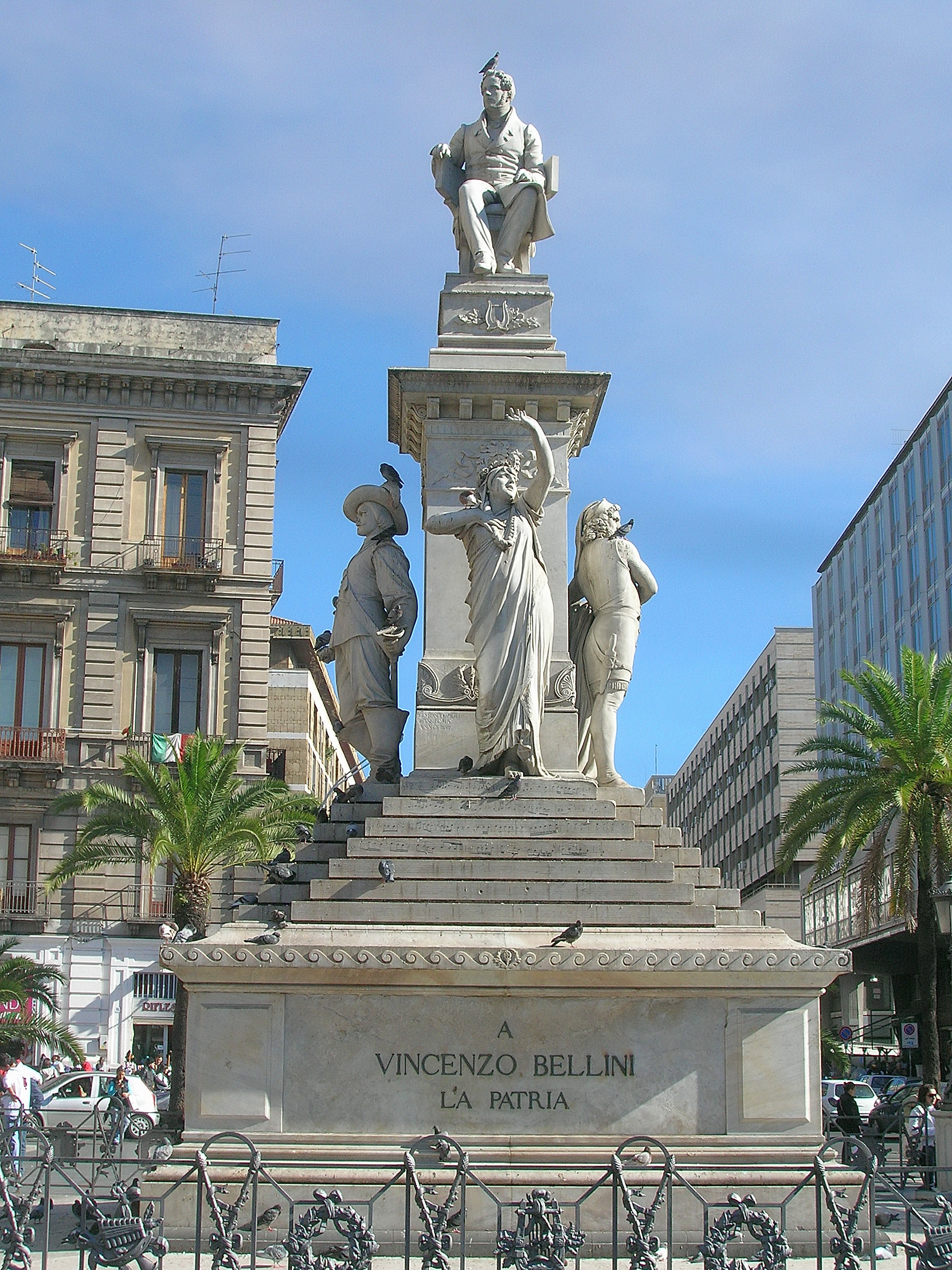
Monumento a Vincenzo Bellini